# Holland's Next Top Model, seizoen 2
Holland's Next Top Model (ook wel bekend als Modelmasters: Holland's Next Top Model en Holland's Next Top Model seizoen 2) is het tweede seizoen van de Nederlandse versie van de hitserie America's Next Top Model. Nog voordat het eerste seizoen uitgezonden was bekende organisator Tijmen Bos van Modelmasters dat er een tweede seizoen zal komen. En de opening voor inschrijving ging open na de finale van het eerste seizoen.
Het tweede seizoen begon op 12 maart 2007. De jury bleef ongewijzigd, maar er werd één jury toegevoegd. Dit was catwalkcoach Mariana Verkerk die ook al twee keer gastjurylid was tijdens het eerste seizoen. Sponsor Maybelinne NY trok zich terug en werd vervangen door L'Oréal Paris. Hierdoor werd coach Dominique Samuel vervangen door Hildo Groen.
Het tweede seizoen werd tijdens de liveshow gewonnen door Kim Feenstra op 14 mei 2007. Feenstra won een contract bij Max Models ter waarde van €50.000,-. Een driemaanden contract bij Ice Models in Zuid-Afrika, een cover van bij Glamour Nederland, een campagine van L'Oréal Paris en een Mercedes A klasse.

## Modellen
(de leeftijden zijn van het moment van opname)
| Naam                 | Leeftijd | Woonplaats               | Finish    |
| -------------------- | -------- | ------------------------ | --------- |
| Gioia de Bruijn      | 20       | Amsterdam, Noord-Holland | 12e       |
| Sharmyla de Jong     | 21       | Haarlem, Noord-Holland   | 11e       |
| Maan Limburg         | 18       | Utrecht, Utrecht         | 9e/10e    |
| Bengü Orhan          | 20       | Gorinchem, Zuid-Holland  | 9e/10e    |
| Tanimara Teterissa   | 19       | Amsterdam, Noord-Holland | 8e        |
| Sandra van Amstel    | 20       | Huizen, Noord-Holland    | 7e        |
| Loïs Hoeboer         | 17       | Haarlem, Noord-Holland   | 6e        |
| River Hoeboer        | 17       | Haarlem, Noord-Holland   | 5e        |
| Bodil de Jong        | 18       | Leeuwarden, Friesland    | 4e        |
| Sabrina van der Donk | 18       | Zeewolde Flevoland       | 3e        |
| Christa Verboom      | 20       | Apeldoorn, Gelderland    | Runner-up |
| Kim Feenstra         | 21       | Groningen, Groningen     | Winnaar   |

## Samenvattingen

### Photoshoots
- Week 1 Photoshoot : Vero Moda printcampagne; Persfoto's
- Week 2 Photoshoot : Marilyn Monroe
- Week 3 Photoshoot : Trampoline
  - Bodil en Kim waren tijdens de shoot in Parijs, omdat ze de weekprijs hadden gewonnen. Ze hadden een vrijstelling bij de eliminatie.
- Week 4 Photoshoot : Emotie in de regen
- Week 5 Photoshoot : LG Sexy
- Week 6 Photoshoot : Loreal gezicht
- Week 7 Photoshoot : Met dieren
- Week 8 Photoshoot : Bodypainting
- Week 9 Photoshoot : Geen photoshoot: in aflevering 9 werd een kijkje genomen in de privé-levens van de finalisten.
- Week 10 Photoshoot : Cover Shoot

## Cast

### Juryleden
- Yfke Sturm – host & juryvoorzitter
- Mariana Verkerk – jurylid & catwalkcoach
- Carli Hermès – jurylid & fotograaf
- Karin Swerink – jurylid & hoofdredacteur Glamour Nederland
- Rosalie van Breemen – jurylid, topmodel & journalist

### Coaches
- Ruud van der Peijl – King of Style
- Hildo Groen – Hair & Make-up stylist L'Oreal Paris